# جو داماتو
جو داماتو (بالإيطالية: Joe D'Amato)‏ (و. 1936 – 1999 م) هو مخرج أفلام، ومنتج أفلام، وكاتب سيناريو، ومصور سينمائي، ومونتير، وممثل إيطالي، ولد في روما، توفي في روما، عن عمر يناهز 63 عاماً، بسبب نوبة قلبية.

## وصلات خارجية
- جو داماتو على موقع IMDb (الإنجليزية)
- جو داماتو على موقع روتن توميتوز (الإنجليزية)
- جو داماتو على موقع ألو سيني (الفرنسية)
- جو داماتو على موقع ميوزك برينز (الإنجليزية)
- جو داماتو على موقع تيرنر كلاسيك موفيز (الإنجليزية)
- جو داماتو على موقع أول موفي (الإنجليزية)
- جو داماتو على موقع قاعدة بيانات الأفلام السويدية (السويدية)
- جو داماتو على موقع إن إن دي بي (الإنجليزية)
- جو داماتو على موقع قاعدة بيانات الفيلم (الإنجليزية)
- جو داماتو على موقع ليتربوكسد (الإنجليزية)